# تعلم العمل
تعلم العمل: كيف يحصل أطفال الطبقة العاملة على وظائف الطبقة العاملة (بالإنجليزية: Learning to Labour: How Working Class Kids Get Working Class Jobs)‏ هو كتاب صدر عام 1977 عن التعليم، كتبه عالم الاجتماع والمنظر الثقافي البريطاني باول ويليس. نُشرت طبعة من مطبعة جامعة كولومبيا بعنوان "طبعة مورنينجسايد" في الولايات المتحدة بعد وقت قصير من استقبالها.
يربط كتاب ويليس الرئيسي الأول، تعلم العمل، نتائج دراسته الإثنوغرافية عن أبناء الطبقة العاملة في مدرسة ثانوية في إنجلترا. في ذلك، يحاول ويليس شرح دور ثقافة الشباب والتنشئة الاجتماعية كوسيلة توجه المدارس من خلالها طلاب الطبقة العاملة إلى وظائف الطبقة العاملة. أشاد ستانلي أرونويتز، في مقدمة طبعة مورنينجسايد، بالكتاب باعتباره نصًا رئيسيًا في نظرية التكاثر الاجتماعي الماركسية حول التعليم، ودفع العمل السابق في دراسات التعليم من قبل صموئيل بولز وهيربرت جينتيس في التعليم في أمريكا الرأسمالية، وكذلك عمل ميخائيل أبل وجون ديوي.
تم التعرف على تعلم العمل من قبل علماء الاجتماع والتربويين الناقدين والباحثين في دراسات التعليم كدراسة تاريخية للتعليم والثقافة، وهي واحدة من أكثر النصوص الاجتماعية التي يتم الاستشهاد بها في دراسات التعليم.